# Ареаре (язык)
Ареаре — южномалаитский язык, на котором говорят 18 000 человек, живущих в южной части острова Малаита (Соломоновы Острова). Распространён среди народа ареаре.

## Фонология
Список фонем языка ареаре представлен в таблице ниже. Орфографические условные обозначения, отличающиеся от обозначений IPA, даны в угловых скобках.
|               | Губно-губные | Альвеолярные | Заднеязычные | Лабиализированные велярные | Глоттальные |
| ------------- | ------------ | ------------ | ------------ | -------------------------- | ----------- |
| Взрывные      | p            | t            | k            |                            | ʔ <'>       |
| Носовые       | m            | n            |              |                            |             |
| Одноударные   |              | ɾ <r>        |              |                            |             |
| Фрикативные   |              | s            |              |                            | h           |
| Аппроксиманты |              |              |              | w                          |             |

Все взрывные согласные (p, t, k, ʔ) глухие.
В языке ареаре есть система из пяти гласных, в которой используются буквы «i, e, a, u, o».
|                          | Гласные переднего ряда | Гласные среднего ряда | Гласные заднего ряда |
| ------------------------ | ---------------------- | --------------------- | -------------------- |
| Гласные верхнего подъёма | i                      |                       | u                    |
| Гласные среднего подъёма | e                      |                       | o                    |
| Гласные нижнего подъёма  |                        | a                     |                      |